# Azimsulfuron
Azimsulfuron ist eine chemische Verbindung aus der Gruppe der Pyrazole und Sulfonylharnstoffe.

## Eigenschaften
Azimsulfuron ist ein weißer Feststoff mit Geruch nach Phenol. Die Halbwertszeit gegenüber von Hydrolyse beträgt je nach pH-Wert zwischen 89 (pH-Wert von 5) und 132 Tagen (pH-Wert von 9) und gegenüber von Photolyse mehr als 100 Tage bei pH-Werten zwischen 5 und 9.

## Verwendung
Azimsulfuron wird als Wirkstoff in Pflanzenschutzmitteln verwendet. Es ist ein Herbizid, das gegen Unkräuter durch Hemmung des Enzyms Acetolactatsynthase (ALS) wirkt. Die Hemmung von ALS führt zur Einstellung der Zellteilung und das anschließend dem Wachstum in Pflanzen. Azimsulfuron wird hauptsächlich von Blättern und Knospen und, in geringerem Maße, Wurzeln aufgenommen. Es wird im Nachauflauf in Reisfeldern gegen eine Vielzahl von einjährigen Unkräutern verwendet. Azimsulfuron wurde 1996 von DuPont auf den Markt gebracht.
Azimsulfuron wurde am 1. Oktober 1999 in den Annex I der Direktive 91/414/EEC aufgenommen. In Deutschland, Österreich und der Schweiz sind jedoch bisher keine Pflanzenschutzmittel mit diesem Wirkstoff zugelassen.